# Арцберг (Верхня Франконія)
Арцберг (нім. Arzberg) — місто в Німеччині, розташоване в землі Баварія. Підпорядковується адміністративному округу Верхня Франконія. Входить до складу району Вунзідель.
Площа — 43,22 км2. Населення становить 5057 ос. (станом на 31 грудня 2020).